# 麥卡恩冰川
71°33′S 164°33′E / 71.550°S 164.550°E
麥卡恩冰川（英語：McCann Glacier），是南極洲的冰川，位於維多利亞地的彭內爾海岸，處於鮑爾斯山脈地區，流經拉德斯平納山和馬金塞尼斯峰，美國地質調查局根據測量和該國海軍的空中照片繪入地圖，現時由南極條約體系管理。

## 外部連結
. . United States Geological Survey.   [2013-09-02].